# Vitória Quilemba
Vitória Quilemba é uma aldeia de São Tomé e Príncipe, localiza-se no distrito de Mé-Zóchi, ilha de São Tomé, próxima às localidades de Favorita, Laura e Pinheria e Lemos, esta última do distrito de Cantagalo.